# Phoenix
Phoenix (o’odham: Ski:kigk; yavapai: Wathinka lub Wakatehe; nawaho: Hoozdoh; mohave: Hachpa 'Anya Nyava) – stolica i jednocześnie największe miasto amerykańskiego stanu Arizona, piąte pod względem populacji miasto w Stanach Zjednoczonych, za sprawą populacji liczącej 1 644 409 mieszkańców (2022). Stanowi centrum obszaru metropolitalnego Phoenix (znanego jako Dolina Słońca), dziesiątego ze względu na wielkość w Stanach Zjednoczonych, zamieszkiwanego przez ponad 5 mln osób (2022). Ponadto Phoenix jest siedzibą hrabstwa Maricopa, a zarazem jednym z największych miast w skali kraju z uwzględnieniem kryterium zajmowanej powierzchni.
Phoenix zostało założone w 1861 roku nieopodal rzeki Salt, zaś prawa miejskie zyskało w 1881 roku. Miasto słynie z rozbudowanej i znaczącej kultury politycznej; stąd wywodziło się wielu wpływowych polityków i dygnitarzy, włączając w to m.in.: Barry’ego Goldwatera, Williama Rehnquista, Johna McCaina, Carla Haydena oraz Sandrę Day O’Connor. Mieszkańcy Phoenix określani są mianem Phoenicians.

## Historia

### Początki: Indianie na terenach Phoenix
Przez ponad dwa tysiące lat ziemie, które dziś stanowią Phoenix, zamieszkiwane były przez ludy Hohokam. Ich społeczność stworzyła kanały nawadniające o długości około 217 kilometrów, które przekształciły miejscowe tereny pustynne w grunty orne. Pierwotne ścieżki tych kanałów zostały wykorzystane do budowy kanałów Arizona Canal i Central Arizona Project, a także między innymi akweduktu Hayden-Rhodes Aqueduct. Hohokam utrzymywali ścisłe stosunki handlowe z pobliskimi plemionami Anasazi, Mogollon, Sinagua oraz innymi ludami Mezoameryki. Uważa się, że Hohokam byli w 1006 roku świadkami supernowej SN 1006, o czym świadczą stworzone przez nich petroglify, przedstawiające to zjawisko; petroglify znajdują się obecnie w White Tank Mountain Regional Park.
Nastające na przemian susze i powodzie doprowadziły do tego, że w okresie 1300–1450 ludność Hohokam zaczęła stopniowo opuszczać tereny współczesnego Phoenix. Zamiast nich, na miejscu osiadali przedstawiciele plemion Pima oraz Yavapai; później dołączył do nich również lud Maricopa.
Ojciec Eusebio Kino (1645–1711) był jednym z nielicznych Europejczyków, którzy dotarli do Phoenix na przełomie XVII i XVIII wieku. Hiszpanie skupiali się przede wszystkim na misjach pośród plemienia Pima w południowej Arizonie; w wyniku tego, aż do lat 60. XIX wieku Salt River Valley była zamieszkiwana przez zaledwie kilku przybyszów z Europy.

### Formowanie państwa amerykańskiego
Na początku XIX wieku do obszarów dzisiejszego Phoenix dotarła grupa „Mountain Men”, złożona z amerykańskich i europejskich traperów oraz odkrywców. Natrafili oni na te tereny eksplorując ziemie centralnej Arizony, odkrywając na miejscu gatunki zwierząt o cennych w wymianie handlowej skórach: bobra kanadyjskiego i wydrę kanadyjską; te zwierzęta, podobnie jak jeleniowate i wilki meksykańskie, często zamieszkiwały Salt River Valley, dysponującą odpowiednimi zasobami wodnymi oraz temperaturami.
Po zakończeniu wojny amerykańsko-meksykańskiej w 1848 roku, większość północnego obszaru Meksyku znalazła się pod kontrolą Stanów Zjednoczonych i została włączona do nowo powstałego Terytorium Nowego Meksyku, które objęło również ziemie dzisiejszego Phoenix. W 1853 roku sfinalizowano tzw. zakup Gadsdena, w wyniku którego południowa część stanów Arizona i Nowy Meksyk została sprzedana Amerykanom przez władze Meksyku. Tereny te były miejscem walk podczas wojny secesyjnej; oba – Terytorium Arizony utworzone przez Konfederatów w 1861 roku (ze stolicą w Tucson) i Terytorium Arizony sformowane przez Kongres Stanów Zjednoczonych w 1863 roku (ze stolicą w Fort Whipple) – uznały Salt River Valley za część swojego obszaru. Pomimo to, dolina nie była ważna pod względem militarnym i nie rozgrywały się w niej potyczki wojenne.
W 1865 roku United States Army utworzyła na rzece Verde fort McDowella, by zdławić indiańskie powstania. Hiszpańscy pracownicy fortu założyli w 1866 roku własny obóz na południowym brzegu rzeki Salt, który stał się pierwszym nie-indiańskim obozem w dolinie, po opuszczeniu tych terenów przez Hohokam. Kilka lat później grupa lokalnych osad połączyła się i utworzyła wspólne miasto Tempe, które zostało ostatecznie włączone do zespołu miejskiego Phoenix.

### Założenie miasta
Historia Phoenix jako niezależnego miasta sięga Jacka Swillinga, weterana wojny secesyjnej (1861–1865), który osiadł w południowych Stanach Zjednoczonych, pracując głównie w Wickenburg. Podczas jednej z pieszych wycieczek w 1867 roku zatrzymał się na chwilę, by odpocząć u podnóży gór White Tank. Stamtąd obserwował opuszczoną dolinę nad rzeką i rozważał jej potencjał w dziedzinie rolnictwa. Teren i klimat były odpowiednie, potrzebne było jedynie stałe źródło wodne. Kluczowe znaczenie w tej kwestii miały ruiny osad ludności Hohokam, na czele z kanałami nawadniającymi.
Swilling rozpoczął konstrukcję serii kanałów odwzorowujących system Indian sprzed kilkuset lat. Jednocześnie w okolicy, około 6 kilometrów na wschód od dzisiejszego Phoenix, formowała się niewielka społeczność. Pierwotnie miasteczko określano mianem Pumpkinville, ze względu na wielkie dynie, które rosły na polach wzdłuż kanałów. Następnie nazwę zmieniono kilkakrotnie, na Swilling’s Mill, Helling Mill, Mill City i, ostatecznie, East Phoenix. Swilling, były żołnierz Armii Stanów Skonfederowanych, pragnął nazwać miasto „Stonewall”, na cześć generała Thomasa „Stonewalla” Jacksona, zaś inni sugerowali nazwę „Salina”. Jednakże żadna z tych propozycji nie została zaakceptowana przez lokalną społeczność.
Ostatecznie, lord Darrell Duppa zaproponował nazwę „Phoenix”, która miała symbolizować miasto zrodzone na ruinach dawnej cywilizacji.
Rada hrabstwa Yavapai, które wówczas skupiało Phoenix, oficjalnie nadała mu prawa miejskie dnia 4 maja 1865 roku, tworząc ponadto nowy okręg wyborczy. Pierwszy urząd pocztowy w Phoenix rozpoczął działalność 15 czerwca 1868 roku, a jego naczelnikiem został Jack Swilling. Rosnąca liczba mieszkańców (w 1870 roku populacja całej Salt River Valley wynosiła 240 osób) sprawiła, że konieczne stało się wyznaczenie konkretnego miejsca, w którym znajdowałoby się miasto. 20 października 1870 roku mieszkańcy odbyli spotkanie, podczas którego podjęto tę decyzję. Na jej mocy wykupiono 320 akrów ziemi, gdzie zlokalizowano Phoenix; obecnie na tym obszarze znajduje się biznesowa dzielnica miasta.
W 1871 roku wybudowany został pierwszy kościół, a także pierwszy sklep w Phoenix. W międzyczasie utworzone zostało hrabstwo Maricopa, powstałe w wyniku podziału hrabstwa Yavapai. Wybory z 1871 roku wyłoniły członków władz miejskich oraz szeryfa. 5 września 1872 roku odbyły się pierwsze zajęcia w lokalnej szkole publicznej, z siedzibą w jednym z pomieszczeń urzędu władz hrabstwa. W październiku 1873 roku do użytku oddano pierwszą małą szkołę w Phoenix. 10 kwietnia 1874 roku Prezydent Ulysses Grant zatwierdził oficjalnie umiejscowienie miasta Phoenix. Całkowita wartość terenu zajmowanego przez miasto szacowana była na 550 dolarów, a działki w centrum sprzedawane były za kwoty od 7 do 11 dolarów każda. Niedługo po tym, w Phoenix działało już biuro z telegrafem, szesnaście barów (saloonów), cztery sale taneczne oraz dwa banki.

### Inkorporacja

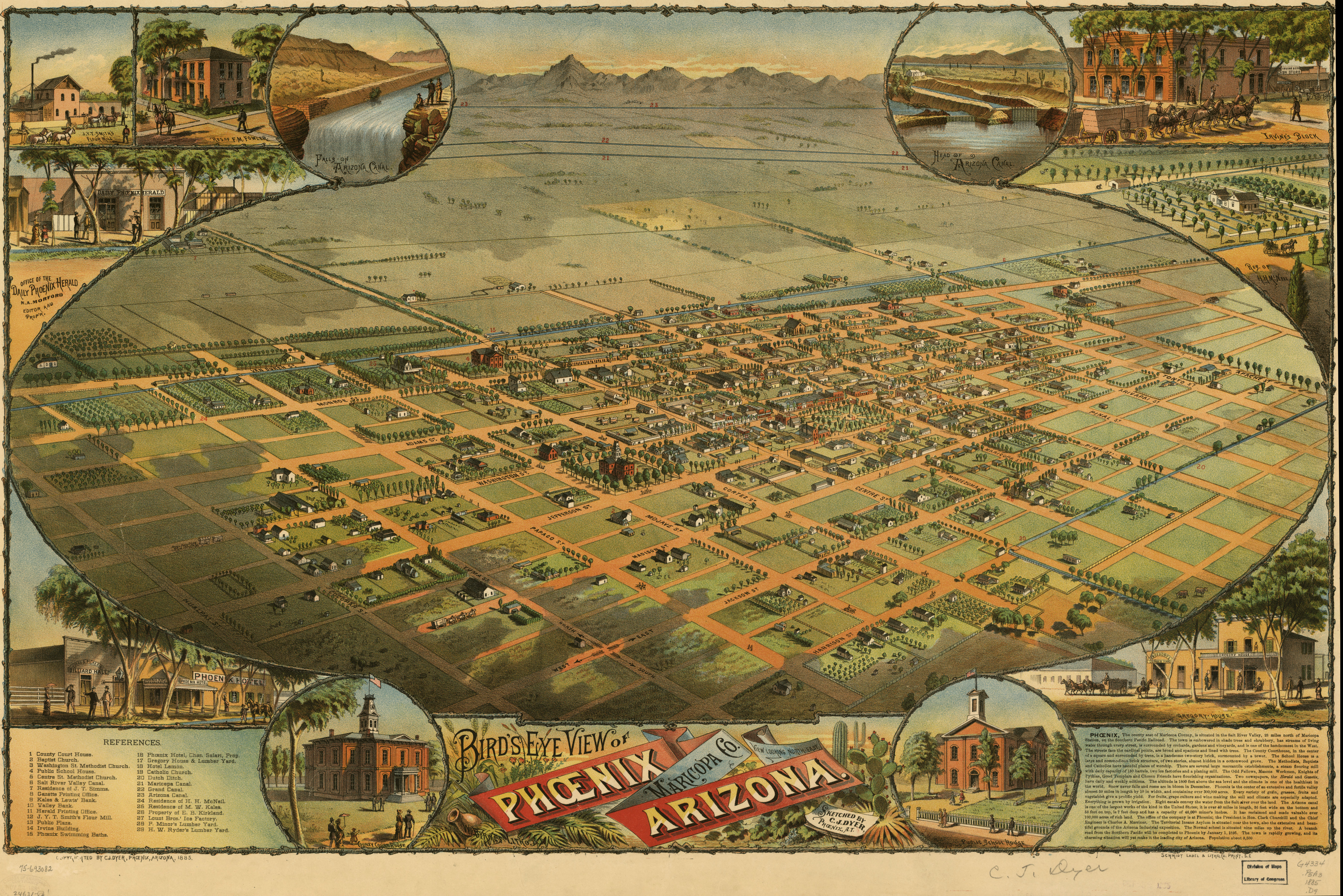
Litografia Phoenix z 1885 roku

W 1881 roku dotychczasowa, komisarska forma rządów okazała się niewystarczająca dla rozwijającego się Phoenix, liczącego już około 2500 mieszkańców. Dlatego też lokalny parlament przyjął ustawę, która nadała miastu status korporacji municypalnej, z rządami w formie burmistrz-rada miejska. Ustawa została podpisana przez gubernatora Arizony, Johna Frémonta, 25 lutego 1881 roku. Z kolei 3 maja przeprowadzono wybory, w których to stanowisko pierwszego w historii burmistrza Phoenix objął sędzia John T. Alsap. Na początku 1888 roku do użytku oddano nowy ratusz, w którym swoją siedzibę posiadali lokalni urzędnicy miejscy. W budynku znajdowały się ponadto tymczasowe biura dla przedstawicieli samorządu terytorialnego.
Dotarcie do miasta systemu kolei było jednym z kilku ważnych wydarzeń, które zrewolucjonizowały lokalną gospodarkę. Od tego czasu wszelkie zaopatrzenie docierało do Phoenix pociągami; porzucono jednocześnie dotychczasową metodę transportu dóbr, czyli tradycyjne wozy. Tym samym miasto zyskało status ośrodka handlowego, a wywodzące się stąd produkty docierały zarówno na rynki wschodnie, jak i zachodnie. W odpowiedzi na rozrost gospodarki, 4 listopada 1888 roku w mieście utworzono izbę handlową. W latach 90. XIX wieku zelektryzowano miejską sieć tramwajową, która jednak zaprzestała działalności w wyniku pożaru z 1947 roku.

### Współczesne Phoenix

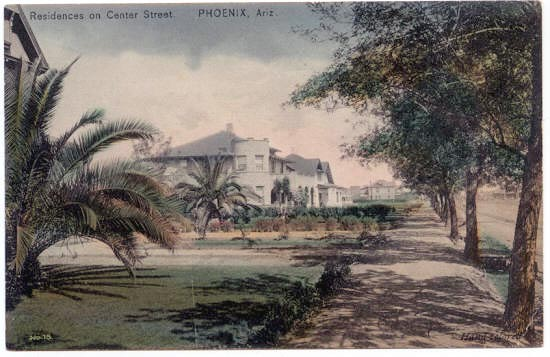
Centralna ulica miasta w 1908 roku

14 lutego 1912 roku, za prezydentury Williama Howarda Tafta, Phoenix zostało stolicą nowo sformowanego stanu Arizona. Miasto zostało uznane za odpowiednie do tej roli ze względu na bardziej centralne położenie w porównaniu do Tucson lub Prescott. Pomimo że w tamtym okresie Tucson zamieszkiwała większa liczba mieszkańców, Phoenix rozrosło się w następnych latach, stając się największym miastem w stanie.
W 1913 roku Phoenix przyjęło nową formę rządów, przechodząc z systemu burmistrz-rada miejska na menedżer-rada miejska, stając się jednym z pierwszych miast amerykańskich z taką formą sprawowania władzy.

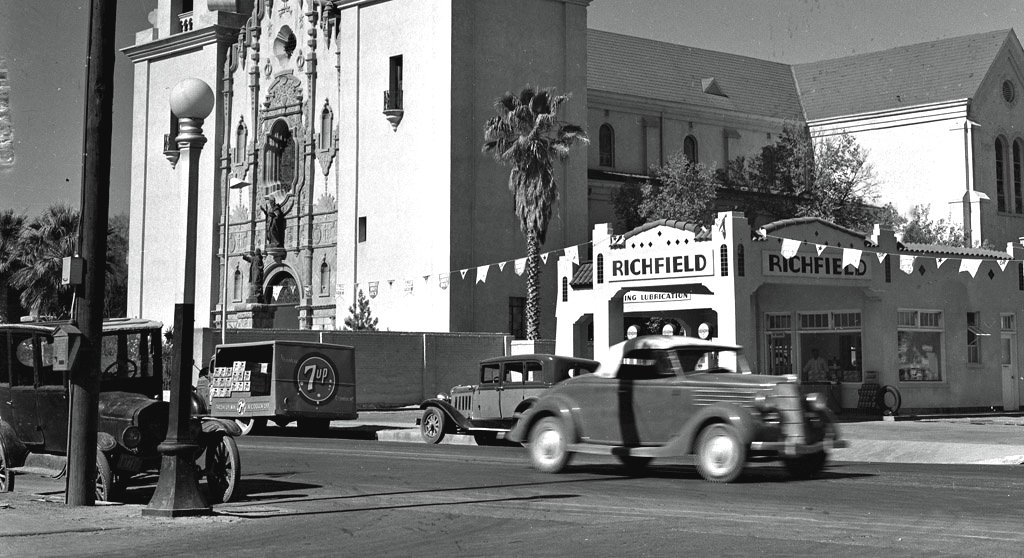
Jedna z ulic Phoenix w 1939 roku

Po wybuchu II wojny światowej gospodarka Phoenix przekształciła się z dystrybucyjnej na przemysłową, z masową produkcją sprzętu wojskowego. Bazy wojskowe Luke Field, Williams Field i Falcon Field, położone na terenie Phoenix lub jego okolic, przyciągnęły do miasta tysiące osób.
W noc Święta Dziękczynienia 1942 roku w mieście zorganizowana została nielegalna walka bokserska pomiędzy czarnoskórym a białym członkiem dwóch różnych pułków wojskowych. Niepodziewanie przekształciła się ona w zamieszki pomiędzy rywalizującymi grupami, do których dołączali kolejni żołnierze, opuszczający swoje bazy. Starcia dotarły do centrum miasta; lokalna policja, niezdolna do ich opanowania, wezwała na pomoc armię amerykańską, która otrzymała przyzwolenie na użycie broni, co spowodowało dziesiątki ofiar. To z kolei zrodziło naciski, by zreformować ówczesną formę rządów i usunąć skorumpowanych urzędników. Jednocześnie rada nadała menedżerowi miasta więcej swobód w zakresie wykonywanej funkcji. Phoenix zostało tym samym jednym z największych miast amerykańskich, bez struktury władz lokalnych opartej na silnej pozycji burmistrza.
Po II wojnie światowej zaczęły narastać powiązania pomiędzy elitą biznesową a przestępczością zorganizowaną. Najważniejszy incydent, który odzwierciedlał powojenne oblicze Phoenix, nazywany jest „spiskiem antytramwajowym”. W 1947 roku w mieście wybuchł pożar, który zniszczył większość systemu linii tramwajowych. Tym samym władze i mieszkańcy stanęli przed wyborem pomiędzy jego odbudową a „przerzuceniem” się na sieć autobusową i samochody. Jednocześnie miasto zaczęło zmieniać reguły poruszania się po drogach, poszerzając ulice i zwiększając limity dozwolonych prędkości, co doprowadziło do obniżenia standardów życia w najstarszych dzielnicach. W wyniku tych zmian najpopularniejszym środkiem transportu w Phoenix zostały samochody. To pociągnęło za sobą jedne z pierwszych inwestycji w branży nieruchomości, które zwiększały obszar miasta i wzbogacały największych właścicieli ziemskich w okolicy. W 1950 roku obszar administracyjny Phoenix zamieszkiwało już ponad 100 tysięcy osób, a kolejne tysiące osiadały w sąsiednich społecznościach. Ponadto miasto dysponowało 238 kilometrami ulic utwardzanych i 262 kilometrami ulic nieutwardzanych.
Na przestrzeni kolejnych dekad Phoenix przeżywało ogólny rozwój, stając się popularnym celem turystycznym, ze względu na egzotyczne, pustynne położenie i możliwości rekreacyjne. W latach 70. XX wieku miasto odnotowało jednak wzrost przestępczości i jednocześnie zahamowanie wzrostu gospodarczego w ścisłym centrum.

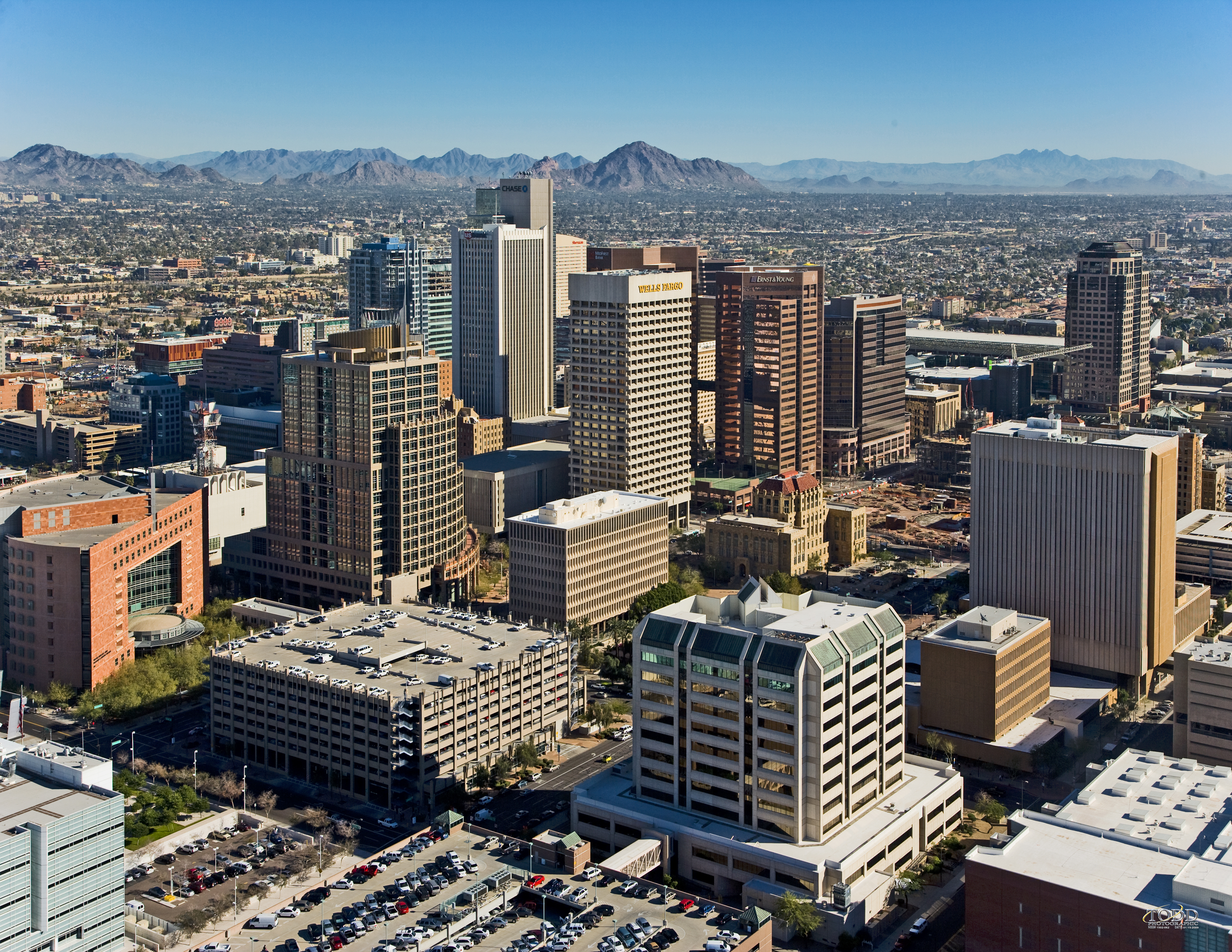
Część panoramy centrum miasta

Wedle danych spisu powszechnego z 1970 roku, ówczesna populacja miasta składała się w 81% z ludności białej; pozostała część mieszkańców reprezentowała inne rasy. W wyniku rosnącego zróżnicowania etnicznego w Phoenix oraz procesów desegregacji, którym towarzyszył wzrost działalności gangów ulicznych, przestępczości i handlu narkotykami, coraz powszechniejsze stawało się zjawisko tzw. white flight. Charakteryzuje się ono masowymi migracjami białej ludności ze śródmieścia do przedmieść, obszarów podmiejskich lub nawet okolicznych miasteczek.
W marcu 1997 roku w mieście doszło do zjawiska tzw. „świateł nad Phoenix”, które rzekomo pochodziły od UFO. W 2008 roku Squaw Peak, druga pod względem wysokości góra w Phoenix, została oficjalnie przemianowana na Piestewa Peak, na cześć wywodzącej się z Arizony Lori Ann Piestewa, czyli pierwszej Indianki, która jako członek amerykańskiej armii poniosła śmierć, i jednocześnie pierwszej kobiety-ofiary wojny w Iraku.
Na początku XXI wieku procesy rozwoju i rozrostu miasta przyspieszyły, wynosząc 24,2%. Tym samym, Phoenix było drugim ze względu na wzrost populacji obszarem metropolitalnym w Stanach Zjednoczonych, ustępując jedynie Las Vegas (z przyrostem populacji na poziomie 29,2%). Phoenix było jednym z miast najsilniej dotkniętych kryzysem na rynku nieruchomości z 2008 roku; w pierwszych miesiącach 2009 roku średnia cena domu wynosiła 150 tysięcy dolarów, w porównaniu do 262 tysięcy dolarów z lat wcześniejszych. W ostatnich latach w Phoenix zanotowano spadki wskaźników przestępczości, które przyczyniły się między innymi do ożywienia centralnych dzielnic miasta, widocznego w otwieraniu nowych restauracji, sklepów oraz biznesów.

## Geografia

### Topografia

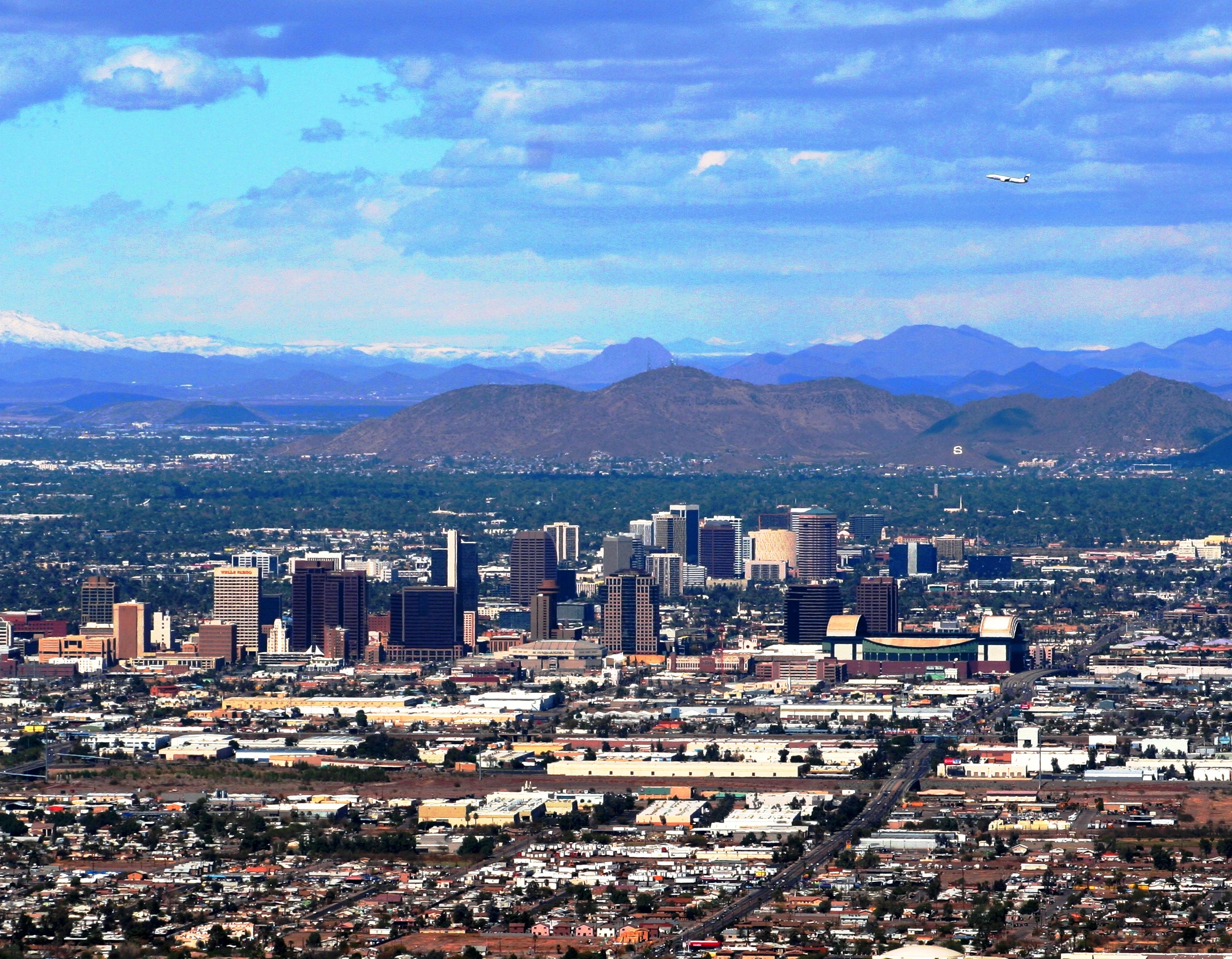
Panorama Downtown Phoenix, w tle góry Sunnyslope

Phoenix leży w dolinie rzeki Salt River (zwanej Doliną Słońca), w centralnej Arizonie. Znajduje się na wysokości 340 metrów ponad poziomem morza, granicząc na północy z pustynią Sonora. Zgodnie z danymi US Census Bureau, miasto zajmuje łączną powierzchnię 1341 km², z czego 1230 km² to ląd, zaś 0,6 km² (0,05%) to wody.
W przeciwieństwie do górzystych terenów otaczających miasto, topografia Phoenix jest generalnie płaska, co umożliwia głównym, szerokim ulicom precyzyjny bieg wzdłuż siatki miejskiej. Obszar Phoenix otoczony jest przez góry McDowell na północnym wschodzie, góry White Tank na zachodzie, góry Superstition na wschodzie oraz góry Sierra Estrella na południowym zachodzie. Na terenie miasta znajdują się ponadto góry Phoenix i South Mountains.

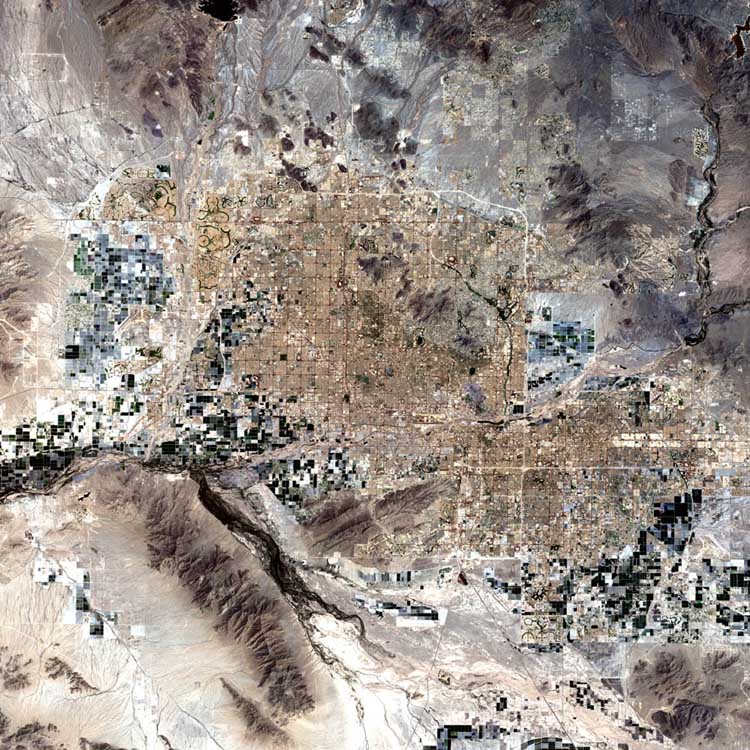
Obszar metropolitalny Phoenix widziany z satelity Landsat 7 w 2002 roku

Przez miasto, na zachód, biegnie rzeka Salt; jej koryto jest często suche ze względu na zróżnicowane położenie kanałów nawadniających; wyjątki stanowią okresy opadów lub przypadki, gdy z pobliskich zapór spuszczane są większe ilości wody. Miasto Tempe wybudowało dwie zapory na Salt, by utworzyć całoroczne jezioro rekreacyjne, Tempe Town Lake.
Obszar metropolitalny Phoenix (znany oficjalnie jako Phoenix-Mesa-Glendale) jest 12. pod względem wielkości w Stanach Zjednoczonych, z populacją licząca 4 192 887 (2010) mieszkańców. Samo Phoenix jest największym miastem stanu Arizona i jednocześnie tzw. Arizona Sun Corridor, czyli 8. ze względu na wielkość megaregionu amerykańskiego wedle kryterium powierzchni.
Phoenix jest ponadto 6. najbardziej zaludnionym miastem w Stanach Zjednoczonych (1 445 632 mieszkańców), jednak ze względu na dużą powierzchnię, gęstość zaludnienia jest niewielka, wynosząc 1 188/km². Dzieje się tak, ponieważ około 1/3 obszaru miasta to niezagospodarowane tereny pustynne. Dla porównania, zamieszkiwana przez 1,5 miliona osób Filadelfia (dysponująca powierzchnią 330 km²) posiada gęstość zaludnienia na poziomie 4 405/km².
Podobnie jak niemalże w całej Arizonie, w Phoenix nie obowiązuje czas letni. W 1973 roku ówczesny gubernator Jack Williams zaapelował do Kongresu Stanów Zjednoczonych, że po zmianie czasu wzrośnie zużycie energii w godzinach wieczornych. Obawiał się on ponadto o dzieci, które musiałyby chodzić do szkoły, gdy poranki nie byłyby wystarczająco widne.

### Klimat

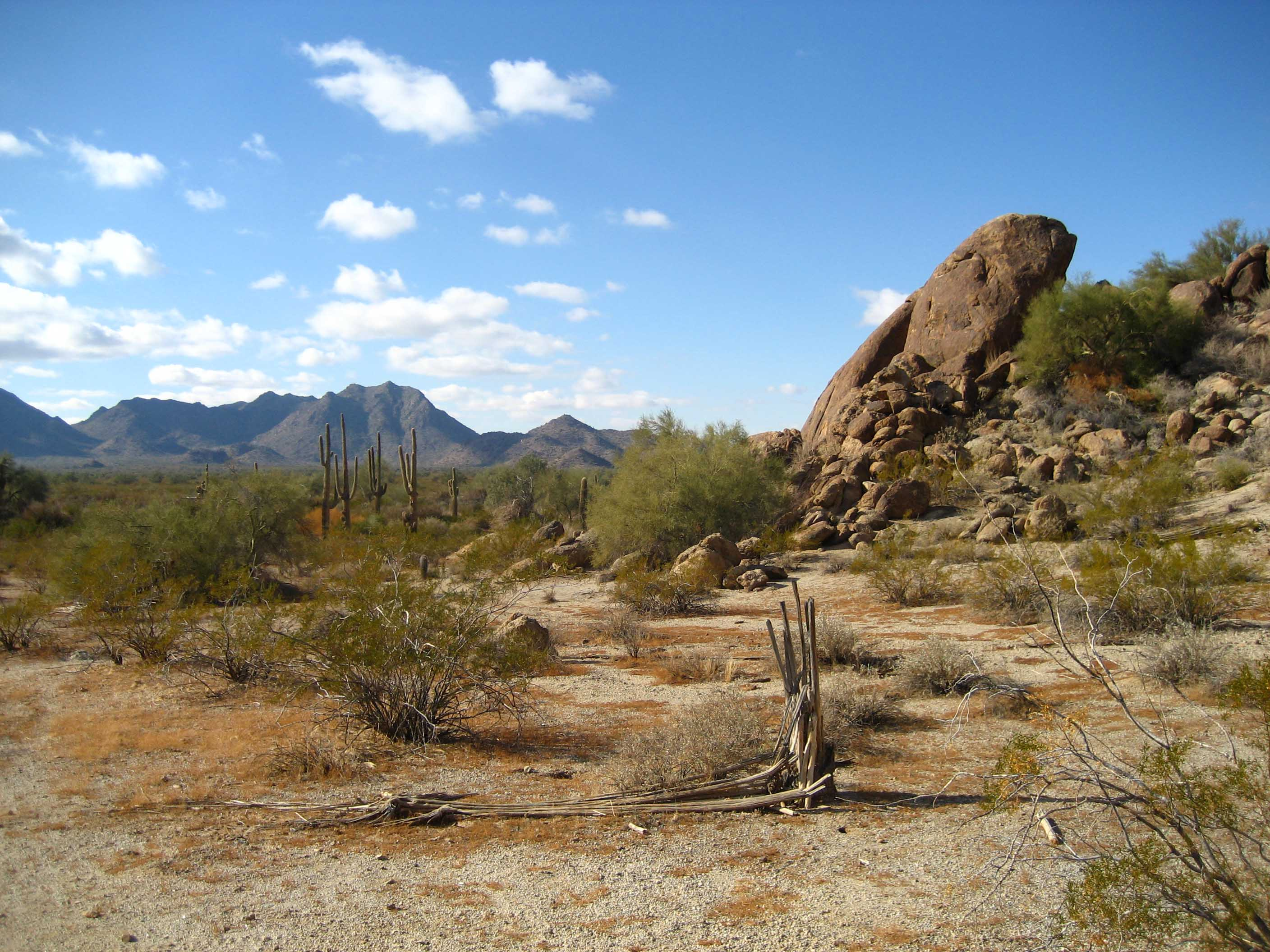
Pustynia Sonora, na obszarze której znajduje się Phoenix

Phoenix leży w strefie subtropikalnego klimatu pustynnego (klasyfikacja Köppena – BWh), typowego dla pustyni Sonora, na obszarze której się znajduje. Okresy letnie w mieście są bardzo gorące, zaś zimowe ciepłe. Średnia letnich temperatur w Phoenix jest jedną z największych spośród głównych miast amerykańskich, mając podobny poziom, co w Rijad lub Bagdadzie. Przez około 110 dni w roku temperatura dzienna osiąga co najmniej 38 °C (100 °F), głównie w okresie od późnego maja do początków września. Średnio 18 dni w roku temperatura przekracza natomiast 43 °C (110 °F). W mieście występują duże różnice pomiędzy letnimi temperaturami dziennymi a nocnymi; średnia temperatura w lipcowe/sierpniowe noce wynosi 27 °C (80 °F). W sumie, w ciągu około 67 nocy letnich temperatura w Phoenix przekracza tę granicę. Prawdopodobieństwo dni słonecznych w mieście wynosi 85%.
Miesiące zimowe są ciepłe, ze średnimi najwyższymi temperaturami wynoszącymi 18–22 °C i średnimi najniższymi temperaturami spadającymi niekiedy poniżej 4 °C. Średnio, w ciągu zaledwie pięciu dni w roku temperatura spada do lub poniżej 0 °C; ma to miejsce przeważnie w okresie od grudnia do lutego. Te ramy czasowe nie odnoszą się jednak do obszaru całego miasta, bowiem prawdopodobieństwo niższych temperatur zwiększa się wraz z oddalaniem się od centrum (miejskiej wyspy ciepła).
Opady deszczu rozkładają się przede wszystkim pomiędzy miesiącami letnimi; napływ monsunowej wilgoci, trwający zazwyczaj od początku lipca do połowy sierpnia, zwiększa wilgotność powietrza i pociąga za sobą duże opady, powodujące sporadycznie powodzie. Średnia rocznych opadów pozostaje jednak niewielka, wynosząc około 200 mm. Najbardziej wilgotnym miesiącem jest marzec (27 mm), a najbardziej suchym czerwiec (2 mm). Pomimo że burze mogą występować w dowolnym momencie roku, najczęściej powstają podczas okresu monsunowego, kiedy to nad Phoenix napływają wilgotne masy powietrza znad Zatoki Kalifornijskiej. Przynoszą one silne wiatry, duży grad oraz, sporadycznie, tornada. Zimowe sztormy z Oceanu Spokojnego od czasu do czasu również powodują opady deszczu, jednak zdarzają się niezwykle rzadko. Zjawisko mgły jest nieczęste, jednakże może być zaobserwowane głównie w miesiącach zimowych.
Opady śniegu są niezwykle rzadkie w centrum miasta, chociaż zdarza się, że występują w niewielkich ilościach na jego obrzeżach. Pierwsze opady śniegu w Phoenix odnotowano w 1898 roku; od tego czasu opady większe od 0,25 cm miały miejsce zaledwie osiem razy. Największa śnieżyca w historii miasta miała miejsce 21–22 stycznia 1937 roku, kiedy to w niektórych częściach Phoenix spadło od 2,5 do 10 cm śniegu, który utrzymywał się przez trzy dni. 30 grudnia 2010 roku w mieście spadły krupy, mimo że powszechnie uznano je za śnieg.
Rekordowe temperatury, jakie odnotowano w Phoenix, to –9 °C (16 °F) z 7 stycznia 1913 roku oraz 50 °C (122 °F) z 26 czerwca 1990 roku.
| Miesiąc                              | Sty   | Lut   | Mar   | Kwi  | Maj   | Cze  | Lip   | Sie   | Wrz  | Paź  | Lis  | Gru   | Roczna |
| ------------------------------------ | ----- | ----- | ----- | ---- | ----- | ---- | ----- | ----- | ---- | ---- | ---- | ----- | ------ |
| Rekordy maksymalnej temperatury [°C] | 31    | 33    | 38    | 41   | 46    | 50   | 49    | 47    | 47   | 42   | 36   | 31    | 50     |
| Średnie temperatury w dzień [°C]     | 19.7  | 21.6  | 25.1  | 29.7 | 35    | 40.1 | 41.2  | 40.3  | 37.8 | 31.5 | 24.3 | 19    | 30,43  |
| Średnie dobowe temperatury [°C]      | 13.6  | 15.4  | 18.5  | 22.7 | 27.8  | 32.7 | 34.9  | 34.2  | 31.3 | 24.8 | 17.9 | 13.1  | 23,92  |
| Średnie temperatury w nocy [°C]      | 7.6   | 9.3   | 11.9  | 15.7 | 20.7  | 25.4 | 28.6  | 28.2  | 24.9 | 18.2 | 11.4 | 7.1   | 17,41  |
| Rekordy minimalnej temperatury [°C]  | -9    | -4    | -4    | 2    | 4     | 9    | 17    | 14    | 8    | 1    | -3   | -6    | −9     |
| Opady [mm]                           | 23.1  | 23.4  | 24.9  | 6.9  | 2.8   | 0.5  | 26.7  | 25.4  | 16.3 | 14.7 | 16.3 | 22.4  | 203,2  |
| Średnia liczba dni z opadami         | 4.1   | 4.4   | 3.9   | 1.7  | 1     | 0.5  | 4.2   | 5     | 2.8  | 2.5  | 2.6  | 3.9   | 36,6   |
| Średnie usłonecznienie [h]           | 257.3 | 259.9 | 319.3 | 354  | 399.9 | 408  | 378.2 | 359.6 | 330  | 310  | 255  | 244.9 | 3876,1 |
| Źródło: NOAA                         |       |       |       |      |       |      |       |       |      |      |      |       |        |

## Demografia
Phoenix stanowi 6. pod względem wielkości miasto w Stanach Zjednoczonych, za sprawą populacji liczącej 1 445 632 mieszkańców (2010).
Z uwzględnieniem kryterium rasowego, w 2019 roku populacja Phoenix składała się w: 76,7% z ludności rasy białej (41,4% nie licząc Latynosów), 43,2% z Latynosów, 7,3% z osób rasy czarnej Afroamerykanów, 4,0% z ludności o korzeniach azjatyckich, 2,1% z rdzennej ludność Ameryki i 0,3% z osób pochodzących z Hawajów lub innych wysp Pacyfiku. 3,8% społeczeństwa reprezentowało co najmniej dwie rasy.
Do największych grup należą osoby pochodzenia meksykańskiego (38,3%), niemieckiego (9,2%), irlandzkiego (6,7%), afroamerykańskiego, angielskiego (5,4%), włoskiego (3,8%) i „amerykańskiego” (3,3%). Osoby pochodzenia polskiego stanowiły 1,8% populacji miasta.

## Gospodarka
Początki lokalnej gospodarki sięgają głównie rolnictwa, opartego na tzw. „5Cs”, czyli miedzi, bydle, klimacie, bawełnie i owocach cytrusowych (ang. copper, cattle, climate, cotton, citrus). W ostatnich latach większość farm została jednak przekształcona w obszary przedmieść, zaś gospodarka przeszła dywersyfikację, wraz ze wzrostem populacji miasta. Boom budowlany załamał się w 2008 roku, w wyniku wielkiego kryzysu finansowego 2007–10, doprowadzając do spadków cen nieruchomości. Jako że Phoenix jest stolicą stanu, wielu mieszkańców zatrudnionych jest w urzędach państwowych. Ważnym sektorem gospodarki miasta jest przemysł technologiczny i komunikacyjny; w Phoenix działa wiele korporacji z tych branż. Ze względu na klimat, Phoenix czepie duże korzyści z turystów i rekreacji, takich jak rozwinięta baza golfowa.
W Phoenix swoją siedzibę główną ma siedem korporacji notowanych na liście Fortune 500: Allied Waste, Avnet, Apollo Group, Freeport-McMoRan, PetSmart oraz Pinnacle West. W mieście znajduje się ponadto siedziba poświęconego przestrzeni kosmicznej oddziału korporacji Honeywell, a także jedna z największych fabryk Intel, zatrudniająca ponad 10 tysięcy osób.
American Express przeprowadza w Phoenix swoje transakcje finansowe, zaś korporacje U-HAUL i Best Western prowadzą tutaj swoje główne siedziby. W mieście działa również centrum operacyjne linii lotniczych US Airways oraz siedziba Mesa Air Group, regionalnego przewoźnika lotniczego.
W Phoenix znaczącą obecność ma wojsko, za sprawą bazy Luke Air Force Base, ulokowanej na zachodnich przedmieściach. W szczytowym okresie, w latach 40. XX wieku, w mieście działały trzy bazy militarne: Luke Field, Falcon Field i Williams Air Force Base.
Zagraniczne rządy utworzyły na obszarze metropolitalnym Phoenix 30 urzędów konsularnych i 11 czynnych zagranicznych izb handlowych i związków zawodowych.

## Kultura

### Muzyka i telewizja

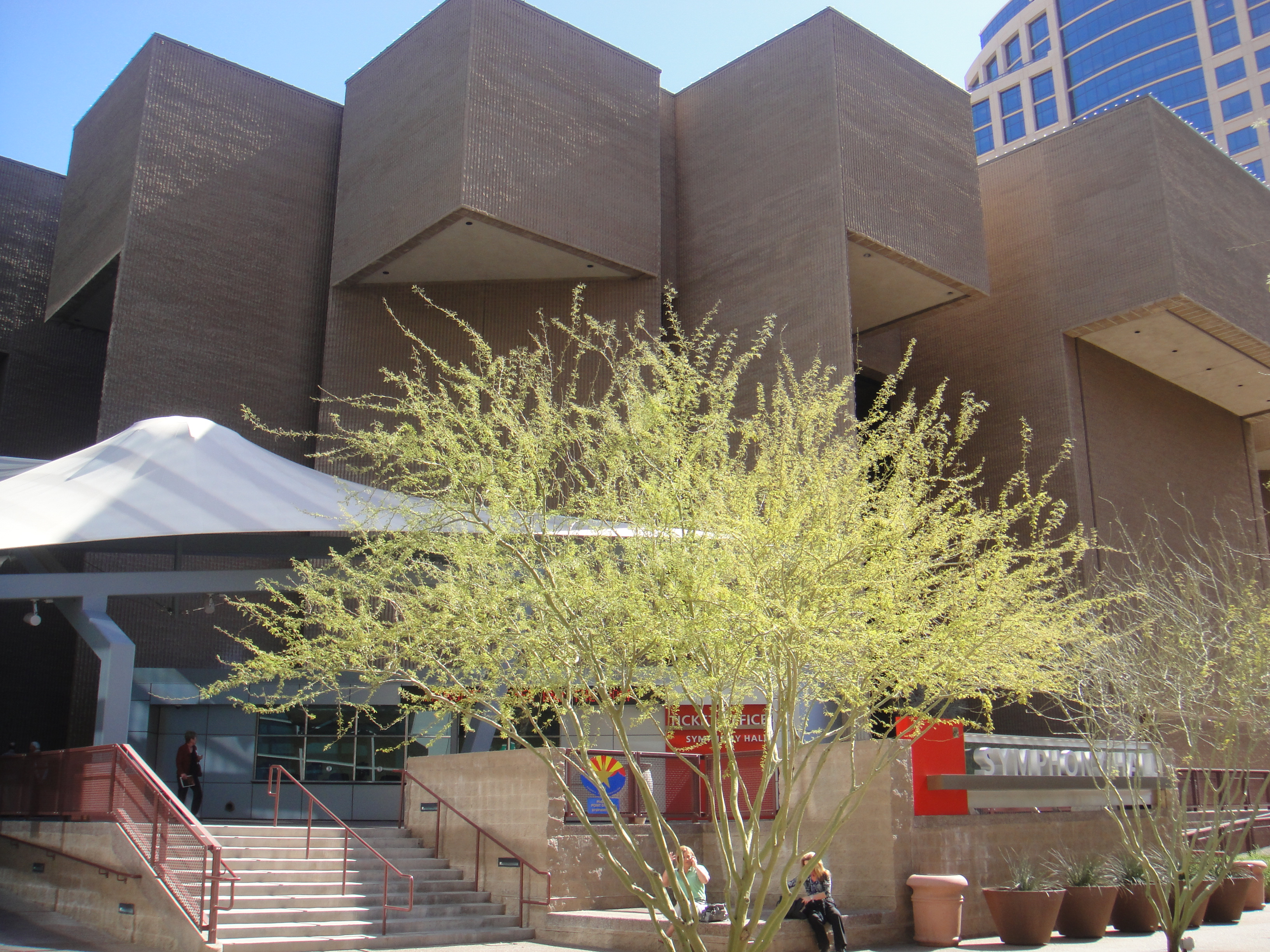
Zachodnie wejście do Phoenix Symphony Hall

Centrum Phoenix jest jednym z najważniejszych ośrodków muzycznych Arizony. Właśnie tutaj zlokalizowane są liczne obiekty muzyczne, takie jak Phoenix Symphony Hall (gdzie często występuje Phoenix Symphony Orchestra, Phoenix Youth Symphony Arizona Opera oraz Ballet Arizona) oraz Orpheum Theatre (siedziba Phoenix Metropolitan Opera).
Popularne hale koncertowe, to m.in.: Talking Stick Resort Arena, Comerica Theatre i Jobing.com Arena. Z miasta wywodzi się kilku znanych artystów, głównie reprezentujących muzykę country i rock, na czele z Wayne’em Newtonem, Buckiem Owensem, Jordin Sparks i Chesterem Benningtonem. Z kolei wśród zespołów z doliny Phoenix wyróżnić można: Meat Puppets, Andrew Jackson Jihad oraz Jimmy Eat World.
W Phoenix rozgrywała się akcja kilku seriali telewizyjnych, włączając w to m.in.: Medium, Alice, a także The New Dick Van Dyke Show.

### Muzea

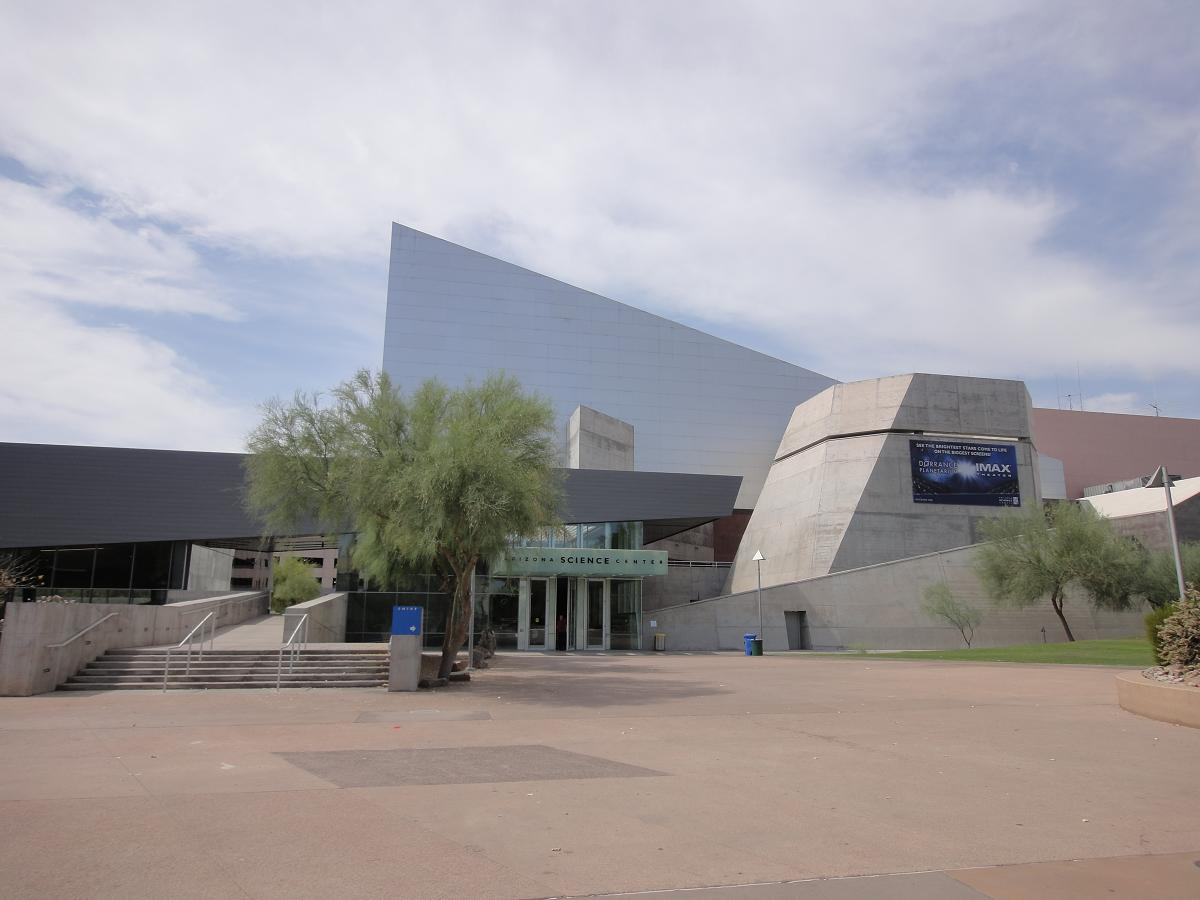
Arizona Science Center

Phoenix Art Museum stanowi największy zbiór sztuki wizualnej z całego świata w południowo-zachodnich Stanach Zjednoczonych. Muzeum, zajmujące powierzchnię 26 tysięcy m², dysponuje ponad 18 tysiącami prac artystów amerykańskich, azjatyckich i europejskich, a także organizuje międzynarodowe wystawy. Phoenix Art Museum posiada ponadto bogaty, całoroczny program złożony z festiwali, wszelkiego rodzaju występów scenicznych, pokazów kina niezależnego oraz programów edukacyjnych.
Innym ważnym muzeum w mieście pozostaje Heard Museum, złożone z 12 tysięcy m² galerii, sal wykładowych oraz miejsc do występów scenicznych. Do najpopularniejszych wystaw w Heard należą między innymi ekshibicje poświęcone historii hoganów ludności Nawahów, a także kolekcja 437 historycznych lalek Kaczyni wytworzonych przez plemię Hopi. Muzeum jest każdego roku odwiedzane przez około 250 tysięcy gości.
Do licznej grupy pozostałych muzeów w Phoenix zaliczyć można m.in.: Arizona Science Center, Hall of Flame Firefighting Museum, Phoenix Museum of History, Pueblo Grande Museum and Cultural Park oraz Children’s Museum of Phoenix. W 2010 roku w mieście otwarte zostało Musical Instrument Museum, złożone z największej na świecie kolekcji instrumentów muzycznych.

### Kuchnia
Phoenix od dawna słynie z oryginalnej kuchni meksykańskiej, za sprawą dużej populacji latynoskiej oraz bliskości granic Meksyku. Jednakże w ostatnich latach wyż demograficzny w Stanach Zjednoczonych sprawił, że do miasta zaczęli napływać ludzie z innych części kraju, przy jednoczesnych spadkach liczby imigrantów z pozostałych państw. Te wydarzenia wywarły wpływ na miejscową kuchnię; ponadto popularnością w Phoenix zaczęły się cieszyć restauracje serwujące dania kuchni brazylijskiej i azjatyckiej, ze względu na obecność licznej grupy przedstawicieli tych krajów w mieście.

## Sport

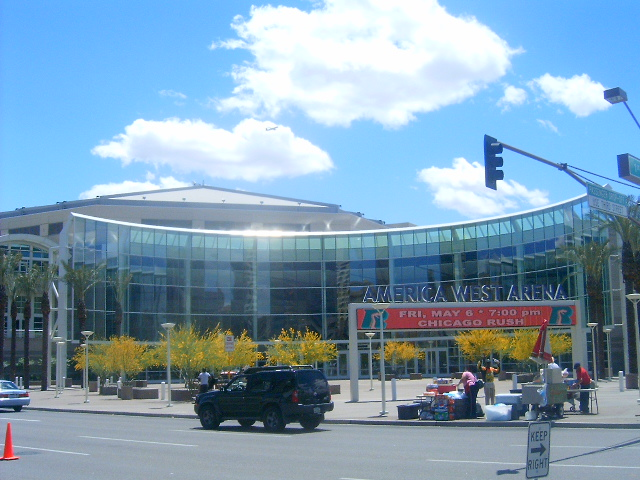
US Airways Center, domowy obiekt drużyn Phoenix Suns oraz Phoenix Mercury

W Phoenix działa kilka profesjonalnych drużyn sportowych, włączając w to zespoły występujące we wszystkich czterech najważniejszych ligach amerykańskich (NFL, NBA, MLB i NHL). W rzeczywistości tylko dwie z tych drużyn mają jednak w swojej nazwie „Phoenix”, a ich domowe stadiony znajdują się w granicach administracyjnych miasta. Phoenix było ostatnim z największych miast Stanów Zjednoczonych, które wprowadziło swojego reprezentanta, do którejkolwiek z lig; była to drużyna Phoenix Suns, która od 1968 roku rywalizuje w National Basketball Association (NBA). W 1997 roku Phoenix Mercury była natomiast jedną z ośmiu pierwotnych drużyn, które powołały do życia ligę Women’s National Basketball Association (WNBA). Domowym obiektem obu zespołów pozostaje US Airways Center. W tejże arenie rozegrane zostały dwa mecze NBA All-Star Game: w 1995 i 2009 roku.
W 1988 roku do Phoenix, z St. Louis, przeniosła się drużyna Arizona Cardinals, grająca w dywizji NFC West konferencji National Football Conference ligi National Football League (NFL). Zespół nigdy jednak nie występował w granicach administracyjnych miasta, jako że przez pierwsze lata jego obiekt domowy stanowił Sun Devil Stadium w kampusie Uniwersytetu Stanu Arizona, w pobliskim Tempe. W 1996 roku na Sun Devil Stadium rozegrany został finał Super Bowl XXX pomiędzy Dallas Cowboys a Pittsburgh Steelers, wygrany przez tych pierwszych.

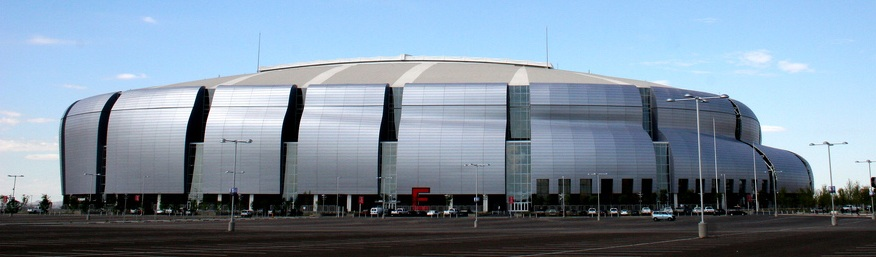
University of Phoenix Stadium, domowy stadion drużyny Arizona Cardinals

W 2006 roku Cardinals zmienili swój stadion, na University of Phoenix Stadium, położony w Glendale. Na University of Phoenix Stadium odbył się finał Super Bowl XLII w 2008 roku, w którym to New York Giants pokonali New England Patriots. W obiekcie organizowany jest ponadto coroczny Tostitos Fiesta Bowl, mecz uczelnianych rozgrywek w futbolu amerykańskim, stanowiący część rywalizacji w ramach Bowl Championship Series (BCS).

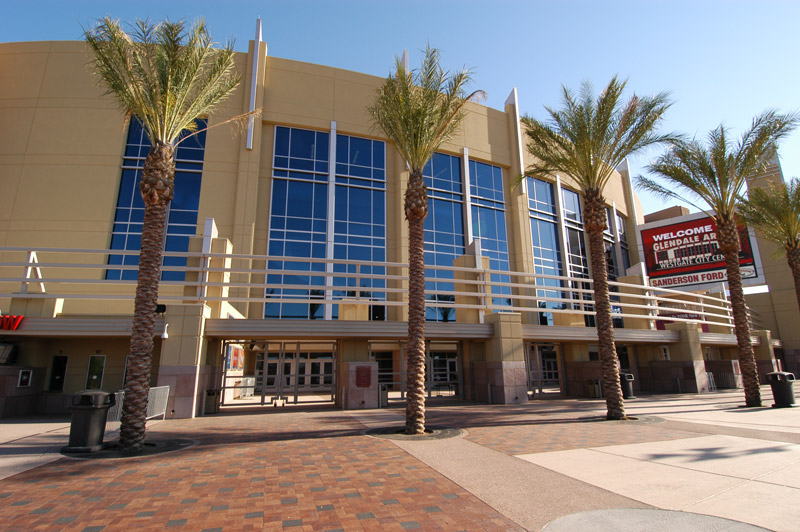
Jobing.com Arena, domowy obiekt drużyny Phoenix Coyotes

Od 1996 roku Phoenix Coyotes reprezentuje miasto w National Hockey League (NHL); drużyna rozgrywa domowe mecze w Jobing.com Arena, obok University of Phoenix Stadium w Glendale.
W 1998 roku działalność rozpoczęła drużyna Arizona Diamondbacks, występująca w Major League Baseball (MLB). W 2001 roku Diamondsbacks pokonała New York Yankees w World Series serią zwycięstw 4–3, stając się nie tylko pierwszą profesjonalną drużyną z Phoenix, która zdobyła krajowe mistrzostwo, ale i jednym z najmłodszych zespołów, które wywalczyły tak wysokie wyróżnienie. Ze względu na sprzyjający klimat, piętnaście drużyn z Major League Baseball odbywa swoje wiosenne treningi właśnie w Phoenix, co określane jest mianem „Kaktusowej Ligi”.
Od 2007 roku w Phoenix istnieje drużyna Phoenix Flame, występująca w lidze International Basketball League (IBL) i rozgrywająca domowe mecze w Arizona Veterans Memorial Coliseum. Miasto posiada również drużynę arena footballową, czyli Arizona Rattlers z ligi Arena Football League, z US Airways Center pełniącym rolę domowego obiektu.
Na torze Phoenix International Raceway odbywają się każdego roku dwa wyścigi w ramach serii NASCAR. Z kolei na Firebird International Raceway rozgrywane są równoległe wyścigi samochodów oraz łodzi. W okresie 1989–1991 w Phoenix organizowano Grand Prix Stanów Zjednoczonych Formuły 1, jednakże słabe zainteresowanie ze strony widzów spowodowało rezygnację z imprezy.
W Phoenix rozgrywane są ważne turnieje golfowe, włączając w to Safeway International (LPGA) oraz The Tradition (Champions Tour). W 2006 roku miasto miało wedle pierwotnych planów zorganizować NHL All-Star Game, jednakże mecz został odwołany ze względu na Zimowe Igrzyska Olimpijskie (przyjęta wówczas przez NHL umowa zbiorowa mówiła, że mecz gwiazd nie może odbywać się w roku Igrzysk Olimpijskich). Każdego roku, w styczniu, Phoenix jest jednym z trzech miast Arizony, w których ma miejsce maraton Rock 'n' Roll Arizona Marathon; w 2010 roku na starcie wyścigu pojawiły się ponad 32 tysiące uczestników.
8 marca 2010 roku na University of Phoenix Stadium odbyła się WrestleMania XXVI; wydarzenie to ustanowiło nowy rekord publiczności, bowiem na stadionie zjawiły się 72 219 osób. Rekord ten został jednak pobity już w 2011 roku, za sprawą meczu BCS National Championship Game, który z trybun obejrzało 78 603 fanów.
| Klub                 | Sport              | Liga                                                    | Obiekt domowy                 | Mistrzostwa      |
| -------------------- | ------------------ | ------------------------------------------------------- | ----------------------------- | ---------------- |
| Arizona Cardinals    | futbol amerykański | National Football League (NFC)                          | University of Phoenix Stadium | Super Bowl (2*)  |
| Arizona Diamondbacks | baseball           | Major League Baseball (National League)                 | Chase Field                   | World Series (1) |
| Phoenix Suns         | koszykówka         | National Basketball Association (Konferencja Zachodnia) | US Airways Center             | –                |
| Arizona Coyotes      | hokej na lodzie    | National Hockey League (Konferencja Zachodnia)          | Jobing.com Arena              | –                |
| Phoenix Mercury      | koszykówka         | Women’s National Basketball Association                 | US Airways Center             | WNBA Finals (2)  |
| Arizona Rattlers     | arena football     | Arena Football League                                   | US Airways Center             | ArenaBowl (2)    |
| Arizona Scorpions    | koszykówka         | American Basketball Association                         | Phoenix College               | –                |
| Arizona Storm        | halowa piłka nożna | Professional Arena Soccer League                        | Phoenix Sports Centre         | –                |

(*) Notka: Cardinals zdobyli swoje 2 tytuły, gdy grali w Chicago, przed przenosinami do Phoenix.

## Parki i rekreacja

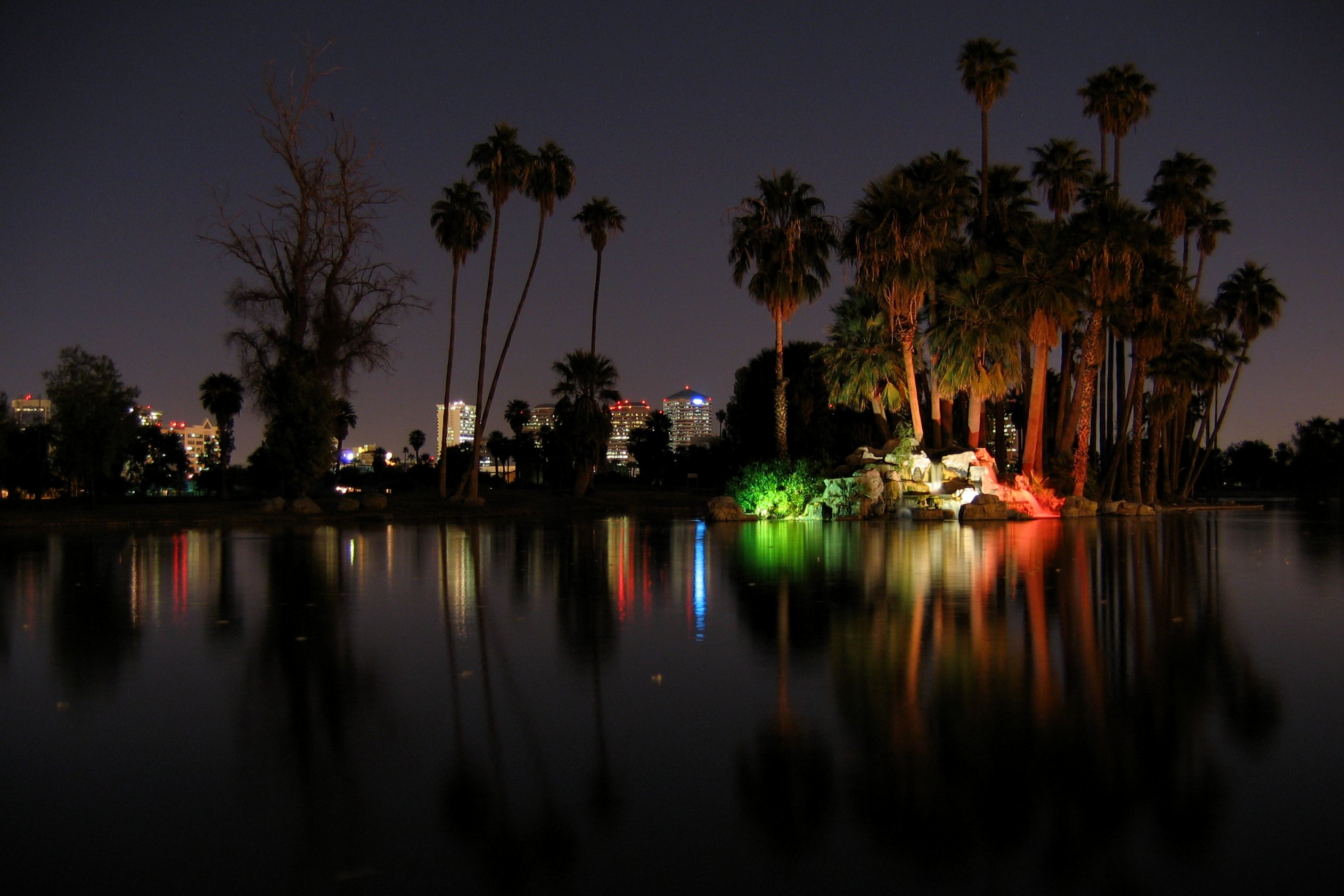
Encanto Park nocą

W Phoenix znajduje się duża liczba parków i obszarów rekreacyjnych. W całej dolinie działa ponadto szereg parków wodnych, które pomagają mieszkańcom radzić sobie z pustynną gorączką podczas letnich miesięcy; do najpopularniejszych należą m.in.: Big Surf w Tempe, Wet ‘n’ Wild Phoenix i Oasis Water Park w Phoenix, a także Golfland Sunsplash w Mesa. W Phoenix zlokalizowane są również dwa parki rozrywki: Castles N’ Coasters oraz Enchanted Island.
Wiele parków zostało utworzonych w celu zachowania pustynnego krajobrazu na obszarach, które w przeciwnym razie zostałyby przekształcone w strefy komercyjne i mieszkaniowe. Jednym z nich jest South Mountain Park, czyli największy na świecie park miejski, zajmujący powierzchnię 67 km².
Największym i jednocześnie najpopularniejszym parkiem w Phoenix jest Encanto Park. Z kolei w Papago Park znajduje się ogród botaniczny Desert Botanical Garden (dysponujący roślinami z pustyń całego świata), Phoenix Zoo, a także kilka pól golfowych.

## Podział administracyjny

„Miejskie wioski” Phoenix

Od 1986 roku Phoenix dzieli się na tzw. „miejskie wioski” (charakterem nieco zbliżone do dzielnic), które często mają podłoże historyczne i długą historię. Każda z nich posiada własny komitet ds. planowania, powołany i zatwierdzony przez radę miejską. Zgodnie z oficjalnymi założeniami, zadaniem komitetów jest współpraca z miejską komisją ds. planowania w kwestii zapewniania balansu w dziedzinie zatrudnienia i nieruchomości w każdej „miejskiej wiosce”, rozwój zgodny z indywidualnymi potrzebami oraz promocja unikalnego charakteru i tożsamości każdej z nich.
Obecnie w Phoenix wyróżnić można 15 „miejskich wiosek”: Ahwatukee Foothills, Alhambra, Camelback East, Central City, Deer Valley, Desert View, Encanto, Estrella, Laveen, Maryvale, North Gateway, North Mountain, Paradise Valley, South Mountain i Rio Vista–najmłodsza, powołana w 2004 roku „miejska wioska”, która dopiero się rozwija, zarówno gospodarczo, jak i społecznie.
Phoenix dzieli się ponadto w luźny sposób na szereg mniejszych dzielnic, które także charakteryzują się w dużej mierze własną historią i określoną specyfiką. Zaliczyć można do nich m.in.: Downtown, Midtown, West Phoenix, North Phoenix, South Phoenix, Arcadia oraz Ahwatukee.

## Władze miasta

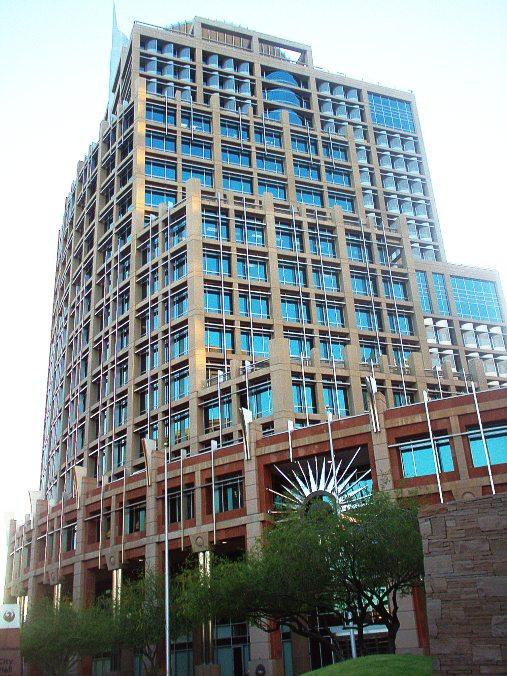
Phoenix City Hall

W Phoenix obowiązuje forma rządów menedżer-rada miejska; rada składa się z burmistrza oraz ośmiu członków, reprezentujących osiem dystryktów miasta. Kadencja obu urzędów trwa cztery lata. Obecnie, od 2011 roku, funkcję burmistrza Phoenix pełni Demokrata, Greg Stanton. Zarówno burmistrz, jak i członkowie rady miejskiej mają równe prawa głosu w sprawie przyjmowania rozporządzeń i aktów dotyczących funkcjonowania miasta. Menedżer miasta posiada silną pozycję, nadzorując wszystkie departamenty oraz wykonując przyjęte przez radę założenia.
Phoenix prowadzi rejestr tzw. partnerstwa życiowego, otwarty zarówno dla par hetero- jak i homoseksualnych; do zapisu w rejestrze nie jest wymagany status mieszkańca miasta.
W 2010 roku strona internetowa miasta została uhonorowana nagrodą Sunny Award przez organizację Sunshine Review za open government.

### Stanowe obiekty rządowe

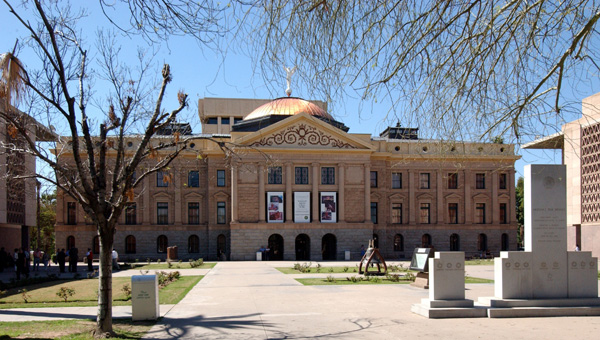
Arizona State Capitol, pełniący obecnie funkcję muzeum

Jako stolica Arizony, Phoenix mieści legislaturę stanową. Znajduje się tu ponadto szereg agencji stanowych, z których część ma swoje siedziby w Kapitolu Arizony.
Departament ds. Nieletnich prowadzi szkoły Mountain Adobe i Black Canyon. Arizona State Hospital zarządzany jest natomiast przez Departament Służby Zdrowia Arizony; jest to ośrodek zdrowia psychicznego i jednocześnie jedyna instytucja medyczna kierowana przez rząd stanowy.

### Federalne obiekty rządowe
Federalne Biuro ds. Więziennictwa zarządza Federal Correctional Institution (FCI), położoną w pobliżu północnej granicy miasta.
W Phoenix znajduje się Sąd Dystryktowy dla Arizony Sandry Day O’Connor, nazwany tak na cześć pierwszej kobiety-sędzi Sądu Najwyższego Stanów Zjednoczonych, która dorastała w Arizonie.
Budynek władz federalnych znajduje się w centrum miasta i mieści różne biura agencji oraz urzędów federalnych, a także lokalny oddział sądu upadłościowego. Nim obiekt ten został oddany do użytku w 1961 roku, rząd federalny miał siedzibę w historycznym urzędzie pocztowym skompletowanym w latach 30. XX wieku.

## Przestępczość
W latach 70. w mieście notowano wzrost przestępczości i jednocześnie zahamowanie rozwoju biznesu w obszarze centrum. W latach 80. bezpieczeństwu Phoenix zaczęła zagrażać rosnąca działalność gangów ulicznych i handel narkotykami, a także rozprzestrzenianie się prostytucji. Od tego czasu wskaźniki przestępczości miasta systematycznie spadały, jednakże wciąż oscylowały wokół średnich stanowych i krajowych.
W 2008 i 2009 roku zauważono ogromne spadki w zakresie kradzieży samochodów oraz zabójstw. W 2007 roku liczba morderstw wyniosła bowiem 222, zaś już w 2009 roku była mniejsza o ponad 100. Dużym problemem w Phoenix były zawsze kradzieże aut; w 2001 roku miasto przewodziło w skali Stanów Zjednoczonych pod względem występowania tego procederu (35 161 kradzieży; wskaźnik 1 081,25 na 100 000). W 2003 roku, mimo że Phoenix spadło w tym rankingu na 2. miejsce (ustępując Modesto w Kalifornii), kradzież samochodów zwiększyła się do 40 769 (wskaźnik 1 253,71 na 100 000). Jednakże w 2008 roku odnotowano znaczące zahamowanie kradzieży pojazdów, a samo Phoenix zajmowało 19. pozycję w krajowym zestawieniu. Spadki te były zasługą działalności Phoenix Police Department; oddziały policji wzmożyły patrole w sekcjach popularnych wśród złodziei, a także wykorzystywały podstawione samochody do chwytania przestępców.
Pod koniec lat 00. XXI wieku Phoenix zostało okrzyknięte mianem „porwaniowej stolicy Stanów Zjednoczonych”. Większość porwanych uznaje się za ofiary przemytu ludzi lub osoby związane z nielegalnym handlem narkotykami, podczas gdy sami porywacze uważani są za członków karteli biorących udział w meksykańskiej wojnie narkotykowej. John McCain nazwał nawet Phoenix drugim pod względem ilości porwań miastem na świecie, mimo że późniejsze porównanie danych wykazało niesłuszność tego stwierdzenia.
Ogólnie, w 2008 roku w Phoenix zanotowano spadek przestępstw brutalnych o 24%, zaś w 2009 roku był to spadek o kolejnych 18%.

## Edukacja
Phoenix podzielone jest na ponad 30 dystryktów szkolnych, skupiających publiczne placówki oświaty. Phoenix Union High School District zarządza większością publicznych szkół średnich w mieście. W Phoenix działają ponadto szkoły społeczne, takie jak North Pointe Preparatory, Sonoran Science Academy i Veritas Preparatory Academy.

### Szkolnictwo wyższe
Najważniejszą instytucją edukacji wyższej w regionie jest Uniwersytet Stanu Arizona. Główny kampus uczelni znajduje się w Tempe, zaś pozostałe w Northwest Phoenix i Downtown Phoenix oraz w mieście Mesa. ASU stanowi jeden z największych uniwersytetów publicznych w Stanach Zjednoczonych, z 72 250 studentami (2011). W Phoenix zlokalizowany jest także jeden z dwóch kampusów University of Arizona College of Medicine, jedynej akademii medycznej w Arizonie.
W Phoenix znajduje się kilka budynków wchodzących w skład kompleksów uniwersytetów Arizony (z siedzibą w Tucson) i Północnej Arizony (z siedzibą we Flagstaff). W mieście działa ponadto Grand Canyon University, czyli prywatny, prowadzony dla zysków uniwersytet chrześcijański w Stanach Zjednoczonych. Obecnie posiada on ponad 100 tysięcy studentów, z czego około 80% edukuje się na drodze online.
Zarówno ASU, jak i UoA uwzględniane są w zestawieniach najlepszych uczelni Stanów Zjednoczonych oraz świata.
Maricopa County Community College District skupia dziesięć community college’ów oraz dwa centra dokształcające dla dorosłych, rozlokowane na terenie całego hrabstwa Maricopa. Phoenix College, wchodzący w skład tegoż dystryktu, powstał w 1920 roku i jest najstarszą tego typu szkołą w Arizonie.
W Phoenix i jego okolicach działa ponadto kilka prywatnych szkół wyższych, zarówno o charakterze świeckim, jak i religijnym.

## Transport

### Powietrze

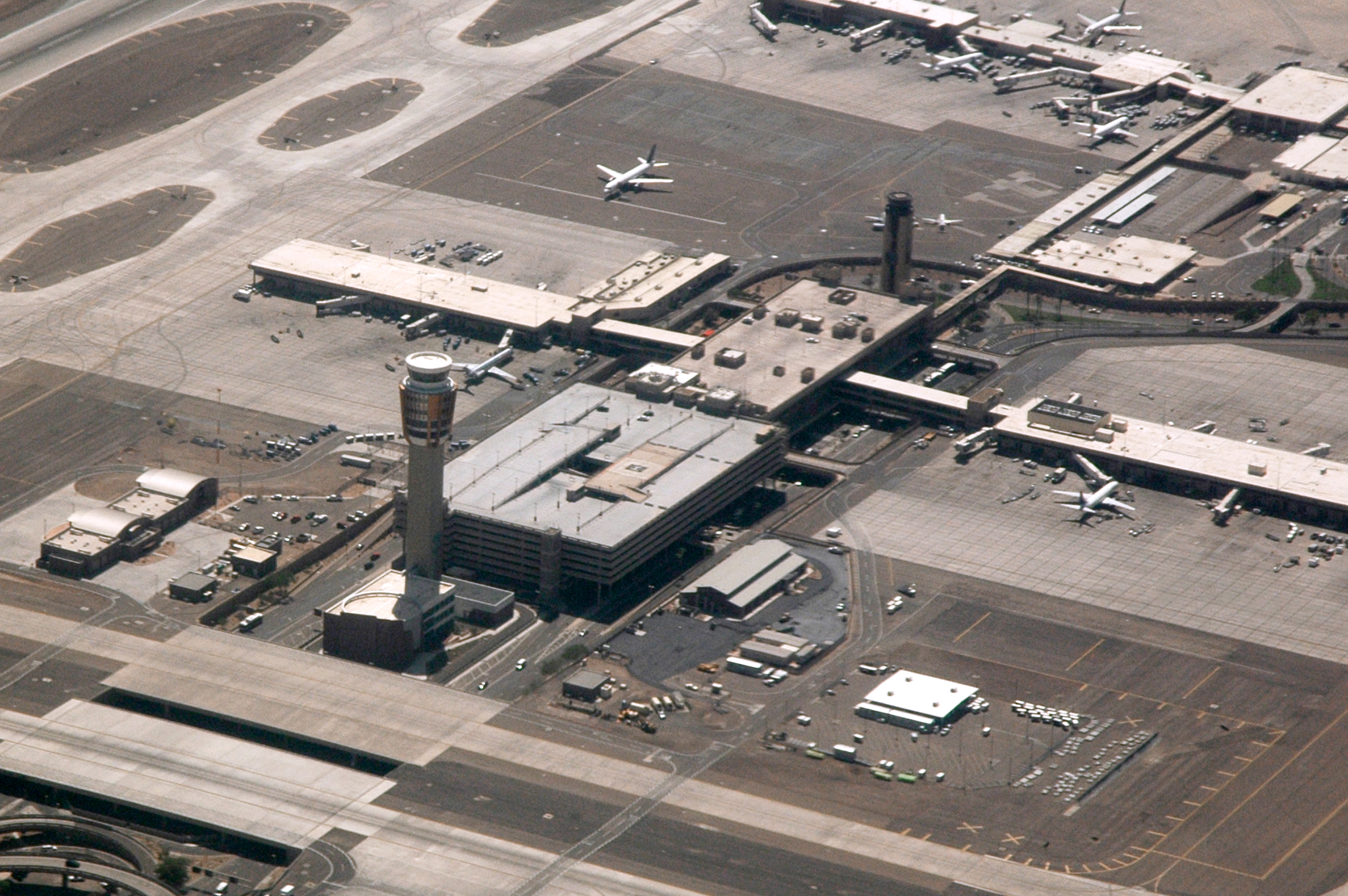
Widok z powietrza na wieżę kontroli lotów Sky Harbor

Phoenix obsługiwane jest głównie przez Port lotniczy Phoenix-Sky Harbor (IATA: PHX, ICAO: KPHX), który stanowi 10. najbardziej ruchliwe lotnisko Stanów Zjednoczonych i jednocześnie 24. świata ze względu na liczbę obsługiwanych pasażerów, z 42 milionami podróżnych w 2007 roku. Port oferuje stałe połączenia do ponad 100 miast.
Wśród międzynarodowych przewoźników operujących na Phoenix-Sky Harbor są m.in.: Aeroméxico, Air Canada, British Airways i WestJet. Na Phoenix-Sky Harbor znajduje się ponadto węzeł lotniczy linii US Airways, które oferują loty do takich państw, jak Kanada, Meksyk czy Kostaryka.
W sąsiedniej Mesie znajduje się Port lotniczy Phoenix-Mesa (IATA: AZA, ICAO: KIWA), który także obsługuje komercyjny ruch lotniczy w regionie. Lotnisko to powstało w miejscu bazy wojskowej Williams Air Force Base, zamkniętej w 1993 roku. Jednym z najważniejszych przewoźników operujących na Phoenix-Masa są linie Allegiant Air.
Do mniejszych lotnisk, które w większości obsługują loty prywatnych i korporacyjnych maszyn, należy Port lotniczy Phoenix-Deer Valley (IATA: DVT, ICAO: KDVT), a także lotniska miejskie: Glendale Municipal Airport, Falcon Field Airport oraz Phoenix Goodyear Airport.

### Kolej i autobusy
W 1996 roku Amtrak przerwał swoją działalność w mieście; Phoenix jest tym samym największym inkorporowanym miastem w Stanach Zjednoczonych, które nie jest obsługiwane przez międzystanowe pociągi pasażerskie. Najbliższe linie kolejowe: Sunset Limited (Orlando–Los Angeles) i Texas Eagle (Chicago–San Antonio), przebiegają przez Maricopę, położoną trzydzieści mil na południe od centrum Phoenix.
Amtrak Thruway oferuje połączenia autobusowe do pobliskiego miasta Flagstaff, przez które przebiega codzienna linia autobusowa Southwest Chief (Los Angeles–Chicago). W Phoenix działa ponadto przewoźnik międzystanowy Greyhound; stacja główna znajduje się przy 4. ulicy, w pobliżu lotniska.

### Komunikacja miejska

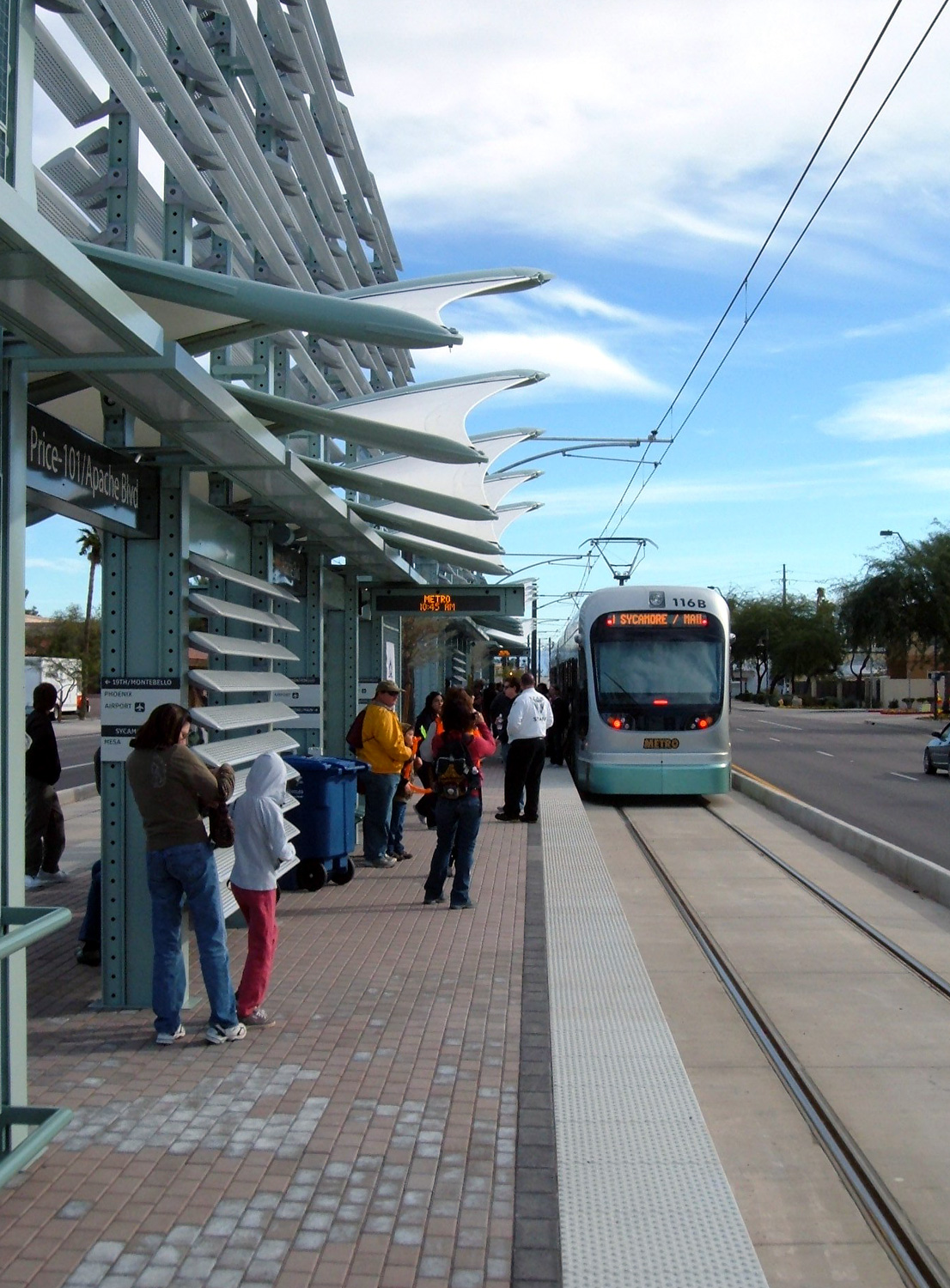
METRO w dniu otwarcia, 27 grudnia 2008 roku

Za transport publiczny na obszarze metropolitalnym Phoenix odpowiada Valley Metro, czyli organizacja skupiająca miejskich przewoźników autobusowych, szynowych oraz car-poolingowych. Ze względu na wysokie temperatury, a także fakt, że wiele stacji autobusowych nie posiada zadaszenia, komunikacja miejska w Phoenix nie cieszy się tak dużą popularnością, jak w innych miastach amerykańskich.
27 grudnia 2008 roku do użytku oddana została 32-kilometrowa sieć linii lekkiej kolei, zwana METRO, biegnąca od północno-centralnego Phoenix, przez śródmieście, na wschód, w kierunki Tempe i Mesy. Do 2030 roku ukończony zostanie projekt rozszerzania trasy o ponad 48 dodatkowych kilometrów.

### Rowerzyści i piesi
W 2000 roku 0,89% mieszkańców Phoenix wykorzystywało rowery jako codzienny środek transportu do pracy, co stanowiło spadek w porównaniu do 1,12% z roku 1990.
Na obszarze metropolitalnym Phoenix działa specjalny komitet doradczy ds. rowerzystów, którego celem jest poprawa warunków dla rowerzystów na ulicach miast oraz ścieżkach poza miastami.
Bicycling Magazine umieścił Phoenix na 15. miejscu najbardziej przyjaznych rowerzystom miast w Stanach Zjednoczonych z populacją powyżej 100 tysięcy mieszkańców.
W 2011 roku indeks Walk Score wyróżnił Phoenix na 33. miejscu najbardziej przyjaznych pieszym spośród 50 największych amerykańskich miast.

## Miasta partnerskie

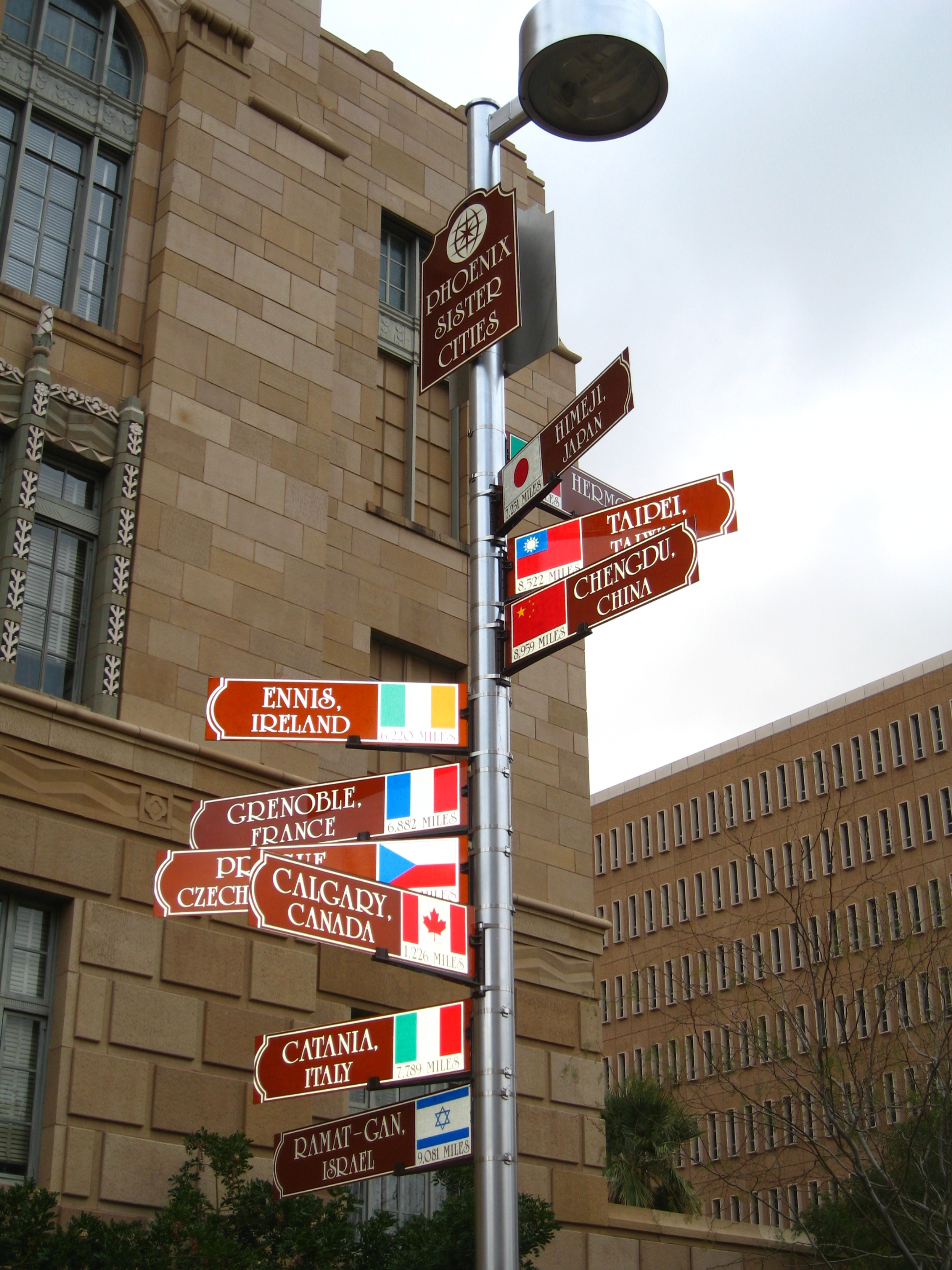
Znak ukazujący miasta partnerskie Phoenix

Phoenix posiada dziesięć miast partnerskich.
- – Tajpej (Tajwan) (1979)
- – Calgary (Kanada) (1997)
- – Katania (Włochy) (2001)
- – Chengdu (Chiny) (1986)
- – Ennis (Irlandia) (1988)
- – Grenoble (Francja) (1990)[64]
- – Hermosillo (Meksyk) (1975)
- – Himeji (Japonia) (1976)
- – Praga (Czechy) (1991) (status nieaktywny)
- – Ramat Gan (Izrael) (2005)

Ponadto w 2009 roku Phoenix podpisało specjalną umowę partnerską z Dubajem w zakresie wzajemnej, wzmożonej współpracy.
- – Dubaj (Zjednoczone Emiraty Arabskie)